# لینا یاداو
لینا یاداو (انگلیسی: Leena Yadav؛ زادهٔ ۶ ژانویه ۱۹۷۱) یک کارگردان، تهیه‌کننده و تدوین‌گر اهل هند است.
وی کارگردان فیلم‌هایی همچون سه کارت بوده است.